# 하남 동사지 오층석탑
하남 동사지 오층석탑(河南 桐寺址 五層石塔)은 대한민국 경기도 하남시 춘궁동, 하남 동사지(桐寺址)에 있는 고려의 오층석탑이다. 1963년 1월 21일 대한민국의 보물 제12호로 지정되었다.
하남 동사지 삼층석탑과 나란히 서 있다. 첫층 몸돌이 2단인데, 아랫 단을 4개의 돌로 나누어 쌓고, 윗 단은 그 위에 1장의 돌을 얹어놓았다. 이러한 모습은 (전)광주 성거사지 오층석탑(보물 제109호)에서도 볼 수 있는데, 고려시대에 나타난 새로운 양식이다. 탑의 꼭대기에는 노반(露盤)이 남아 있다.

## 개요
경기도 하남시 춘궁동에 있는 5층 석탑으로 2단의 기단(基檀) 위에 5층의 탑신(塔身)을 올린 모습이다.
기단의 네 모서리와 면의 가운데에 기둥 모양을 새겨두었는데, 남쪽 면이 부서져 있어 그 안쪽으로 커다란 기둥돌이 들여다 보인다. 이 탑의 특징은 탑신부에서 드러난다. 첫층 몸돌이 2단인데, 아랫단을 4개의 네모난 돌로 두고, 그 위에 1장의 돌을 얹어놓았다. 이러한 예는 (전)광주 성거사지 오층석탑(보물 제109호)에서도 볼 수 있는데, 고려시대에 나타난 새로운 양식이다. 지붕돌을 구성하는 돌 역시 1∼3층은 4장, 4층은 2장, 5층은 1장이다. 지붕돌은 밑면에 1층은 5단, 2∼4층은 4단, 5층은 3단의 받침을 두었는데, 이러한 구성은 탑신부가 위로 갈수록 강하게 체감하는 느낌을 갖게 한다. 지붕돌 아래는 수평을 이루어 반듯하며, 경사는 완만하면서도 네 귀퉁이 선이 뚜렷하게 치켜올려져 있어 경쾌하다. 탑의 꼭대기에는 머리장식으로 노반(露盤:머리장식받침)만이 남아 있다.
구조상 불규칙적인 면이 많지만, 각 부분의 끝맺음마다 규칙성이 느껴지고, 탑신의 비례도 조화로운 우수한 작품이다. 지붕돌 모서리의 치켜올려진 정도나 기단을 2단으로 구성한 점 등 통일신라 후기 석탑양식의 전형을 따른다고 볼 수 있다. 다만, 지붕돌 받침수가 3∼4단으로 줄어든 점이나, 기단의 가운데에 새긴 기둥의 수가 줄어든 것 등으로 미루어 고려 전기인 10세기 후반에 만들어진 것으로 보인다.

## 같이 보기
- 하남 동사지 (사적 제352호)

## 참고 문헌
- 하남 동사지 오층석탑 - 국가유산청 국가유산포털
- 문화재대관 (보물편, 석조Ⅰ, 개정판), 문화재청, 2004-08-06